# Филодромус жемчужный
Филодромус жемчужный (лат. Philodromus margaritatus) — вид пауков рода филодромусов семейства Philodromidae.

## Описание
Самки имеют размер 5—6 мм, самцы около 4—5 мм. Вид широко распространен в Центральной Европе в лиственных и хвойных лесах. Имеет возможность маскироваться, подстраиваясь под окружающий фон. Ловчих сетей не плетут (как и другие представители этого семейства). Паутину используют для плетения коконов.